# Chrám in antis

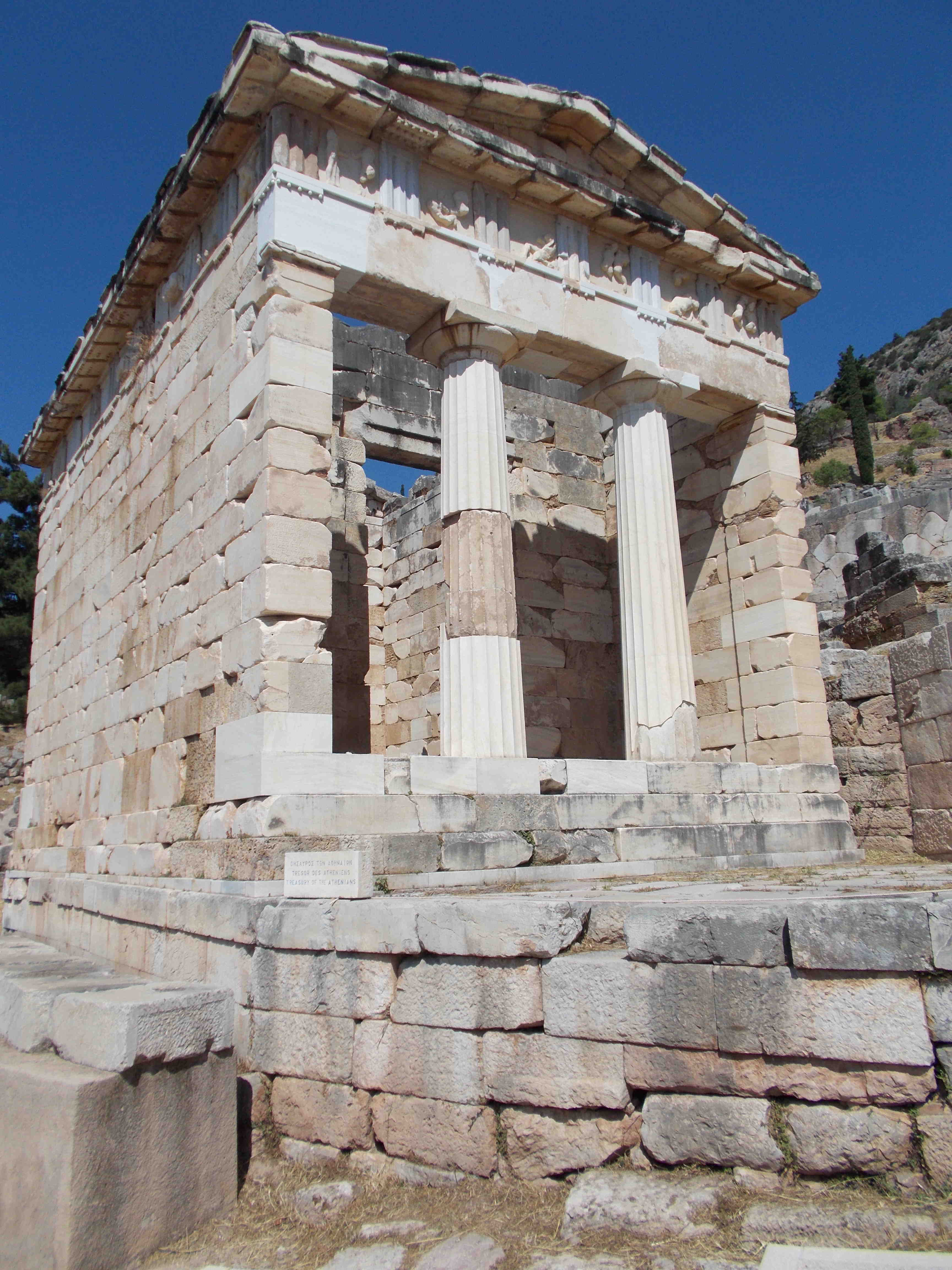
Athénská klenotnice v Delfách

Chrám in antis (latinsky templum in antis) je jedna z nejstarších a nejjednodušších forem řeckého chrámu, obdélný megaron se vstupem otevřenou předsíní se dvěma sloupy. Používala se v antice také při stavbách klenotnic (thésauros).

## Popis

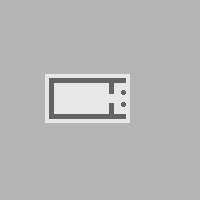
Půdorysné schema antového chrámu

In antis se skládá z obdélníkové místnosti (cella) se vstupním vestibulem (pronaos). Vestibul je vytvořen dvěma antami a dvěma sloupy mezi nimi. Na čelní a bočních stranách má průběžné trámy, architráv byl často nahrazen další vrstvou kamene. To jej odlišuje od naosu periptera, u kterého trám pronaosu obvykle končí na rozích ant. Za chrám in antis se považují Athénská klenotnice v Delfách nebo Dionýsův chrám v Milétu. Tento stavební typ převzali také Římané, a tím se rozšířil po celém Středomoří, kde se používal až do 3. století.

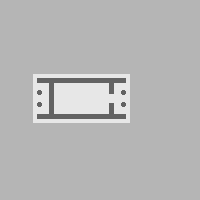
Chrám in antis s dvojitými antami.

Jestliže mezi antami chybí sloupy, jedná se o astylos.
Anty mohou být také na zadní straně chrámu a tvoří tam opistodom.Takový chrám se v němčině nazývá Doppelantentempel, tedy chrám in antis s dvojitými antami. 